# Tecnam P2006T

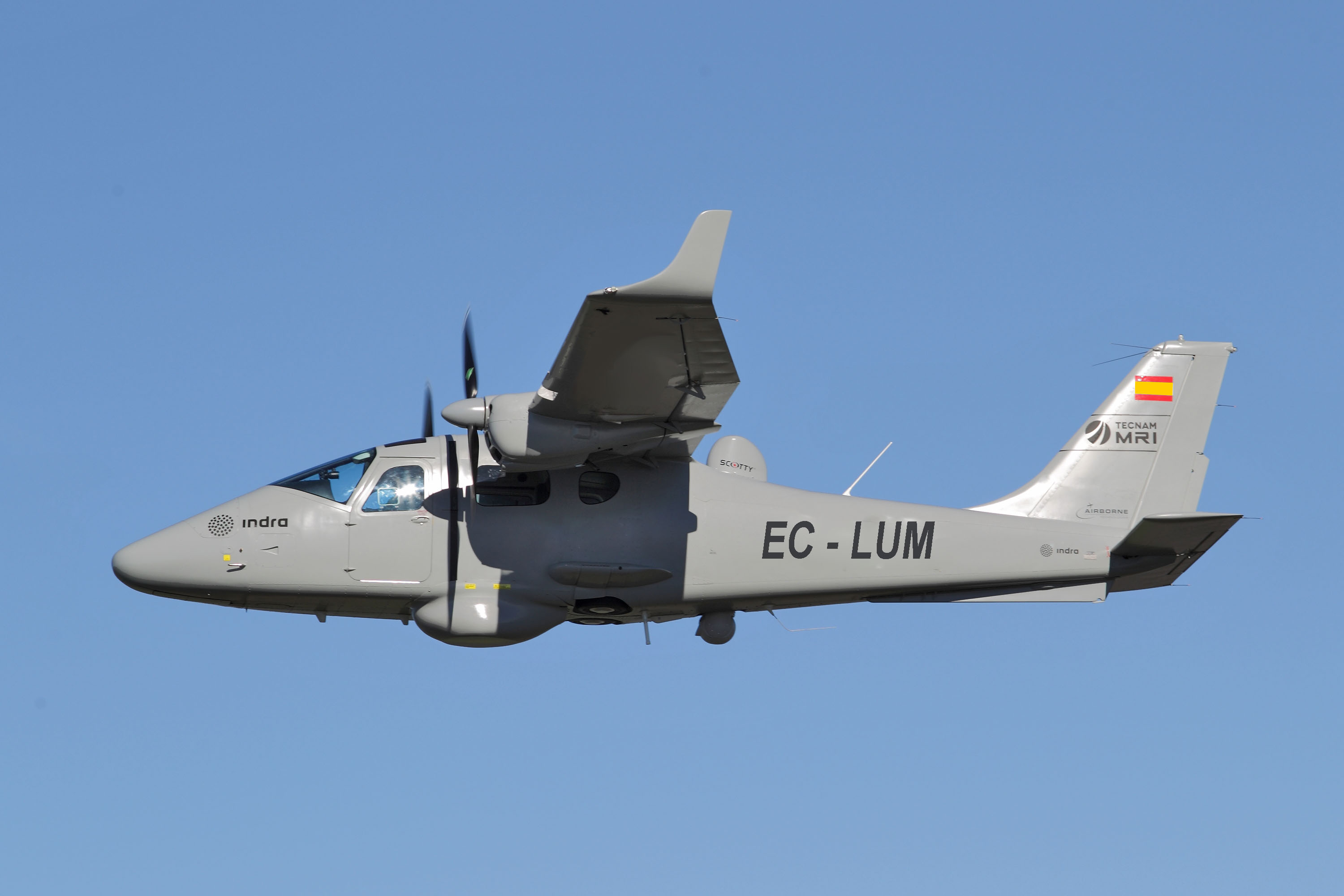
P2006T MRI, versión militar de INDRA del Tecnam P2006T

El Tecnam P2006T es un avión utilitario ligero de ala alta y bimotor, diseñado por el fabricante aeronáutico italiano Costruzioni Aeronautiche Tecnam, en sus instalaciones de Capua. Realizó su primer vuelo el 13 de septiembre de 2007.
Esta aeronave cuatriplaza está equipada con dos motores Rotax 912S de 100 cv, con hélices de paso variable así como con tren de aterrizaje retráctil. El P2006T recibió su certificado de la Agencia Europea de Seguridad Aérea (EASA) en 2009, recibiendo a su vez un año más tarde la certificación de la Administración Federal de Aviación (FAA). Además, este modelo está sirviendo como base para la NASA en la elaboración del X-57, su primer avión eléctrico. 

## Variantes
P2006T
Versión estándar civil.
P2006T MRI
Versión militar de patrulla Multisensor Reconocimiento e Identificación. Desarrollado por la empresa española de defensa INDRA.

## Especificaciones (P2006T)

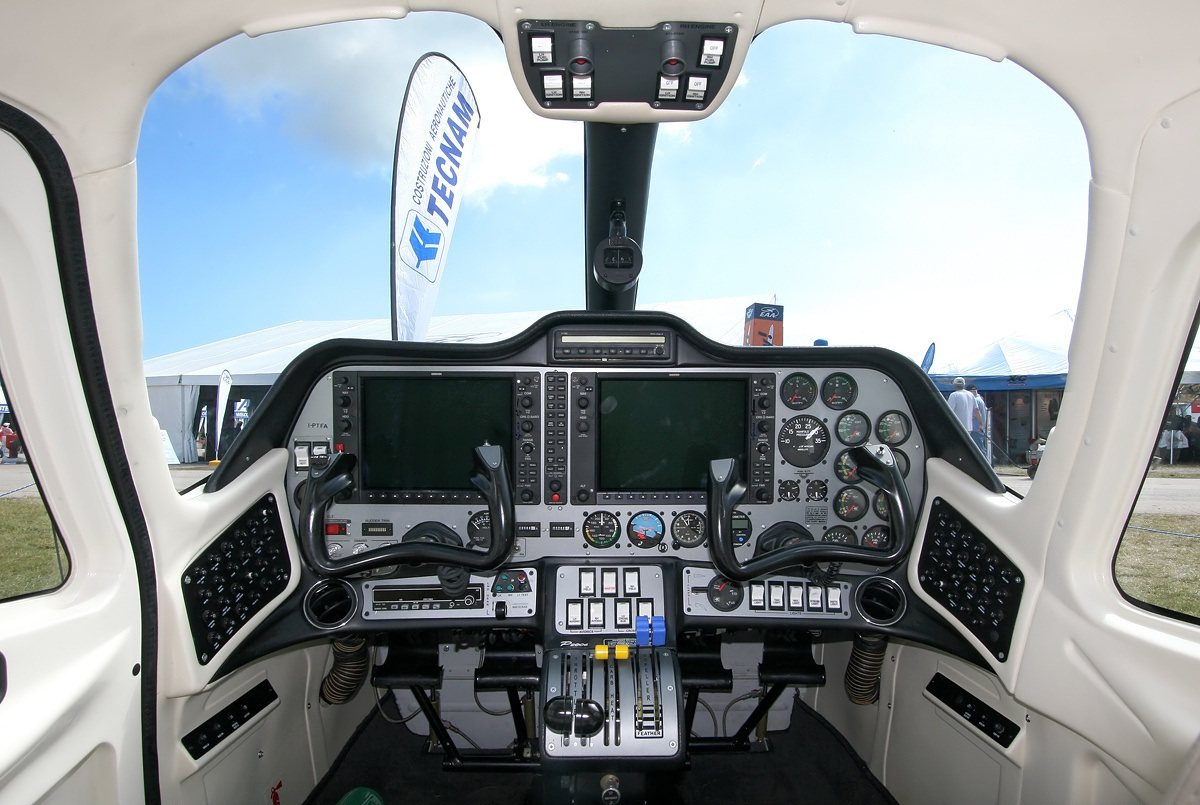
Cabina de pilotaje de un P2006T.

Referencia datos: 

### Características generales
- Tripulación: 1
- Capacidad: 3 pasajeros
- Longitud: 8,7 m (28,5 ft)
- Envergadura: 11,4 m (37,4 ft)
- Altura: 2,9 m (9,4 ft)
- Superficie alar: 14,8 m² (159,3 ft²)
- Peso vacío: 780 kg (1719,1 lb)
- Peso cargado: 1180 kg (2600,7 lb)
- Peso útil: 400 kg (881,6 lb)
- Peso máximo al despegue: 1180 kg (2600,7 lb)
- Planta motriz: 2× motores a pistón Rotax 912S.
  - Potencia: 73,5 kW (100 HP) cada uno.
- Hélices: x2 MT Propeller MTV-21-A-C-F/CF178-05

### Rendimiento
- Velocidad nunca excedida (Vne): 311 km/h (193 MPH; 168 kt)
- Velocidad máxima operativa (Vno): 274 km/h (170 MPH; 148 kt)
- Velocidad crucero (Vc): 259 km/h (161 MPH; 140 kt)
- Velocidad de entrada en pérdida (Vs): 87 km/h (54 MPH; 47 kt)
- Alcance: 1000 km (540 nmi; 621 mi)
- Techo de vuelo: 4600 m (15 092 ft)
- Régimen de ascenso: 5,8 m/s (1140 ft/min)